# Andrea Campagnolo
Andrea Campagnolo (Bassano del Grappa, Italia, 17 de junio de 1978) es un futbolista italiano, que se desempeña como arquero en el Associazione Calcio Siena de la Serie A de Italia.

## Clubes
| Club                       | País   | Año           |
| -------------------------- | ------ | ------------- |
| Génova FC                  | Italia | 2001 - 2002   |
| Vicenza Calcio             | Italia | 2002 - 2003   |
| US Triestina               | Italia | 2003 - 2005   |
| Cagliari Calcio            | Italia | 2005 - 2006   |
| Reggina Calcio             | Italia | 2006-2009     |
| Calcio Catania             | Italia | 2009-2012     |
| Associazione Calcio Siena  | Italia | 2012          |
| Associazione Calcio Cesena | Italia | 2012-presente |